# Ghosthunters on Icy Trails
Ghosthunters on Icy Trails (conocida en Latinoamérica como Hugo: el fantasma travieso y en España como Hugo el fantasma) es una película infantil de 2015 dirigida por Tobi Baumann y protagonizada por Anke Engelke, Milo Parker y Bastian Pastewka interpretando la voz de Hugo. Coproducida entre Alemania, Irlanda y Austria, la cinta se basó en la novela Ghosthunters and the Incredibly Revolting Ghost! de la autora Cornelia Funke.

## Sinopsis
Hugo es un travieso fantasma verde que se vuelve amigo de Hetty y Tom, dándole una peculiar vuelta de tuerca a la típica figura del cazafantasmas.

## Reparto
- Anke Engelke es Hetty Cumminseed.
- Milo Parker es Tom Thompson.
- Christian Tramitz es Gregory Smith.
- Karoline Herfurth es Hopkins.
- Christian Ulmen es Phil Thompson.
- Julia Koschitz es Patricia Thompson.
- Bastian Pastewka es Hugo (voz).
- Patrick Mölleken es Harry.

## Recepción
La película cuenta con una aprobación del 17% en la página web especializada Rotten Tomatoes. Tara Brady de The Irish Times le dio al filme dos estrellas de cinco posibles. Mike McCahill de The Guardian también le otorgó dos estrellas.